# Uno Lamm
August Uno Lamm (22 de mayo de 1904 - 1 de junio de 1989) fue un inventor e ingeniero eléctrico sueco. Está considerado el padre de la transmisión de energía eléctrica en HVDC (corriente continua en alta tensión).

## Carrera
Lamm nació en Gothenburg, en la costa oeste de Suecia. Obtuvo su máster en el Real Instituto de Tecnología de Estocolmo en 1927. Después de una breve temporada en el servicio militar obligatorio sueco, se unió a ASEA la empresa eléctrica más importante de Suecia, trabajando inicialmente en su programa de entrenamiento. En 1929 le hicieron director de proyecto, su trabajo consistía en desarrollar la válvula de arco de mercurio de alta potencia. Las válvulas de la época solo manejaban rangos de tensión de hasta 2500 Voltios, y las válvulas de alta tensión eran necesarias para la transmisión a larga distancia, de grandes cantidades de energía eléctrica mediante corriente continua.
En 1943 Lamm obtuvo su Doctorado del Real Instituto de Tecnología, estudiando a tiempo parcial mientras a la vez desarrollaba la válvula de mercurio. La tesis doctoral de Lamm se titula, en Inglés, «The Transductor, DC Pre-Saturated Reactor». Mientras describía su dispositivo en una conferencia en EE. UU., mencionó que el mismo principio podría ser aplicado a los resistores, creando un transistor. Este fue el nombre que más tarde se le pondría al amplificador de estado sólido. Después de 20 años de investigación en válvulas, que fueran capaces de soportar tensiones suficientemente altas como para ser usadas en transporte HVDC, ASEA obtuvo el encargo del proyecto Gotland HVDC. Una vez finalizado en 1955, se convirtió en el primer sistema comercial HVDC.
En 1955 Lamm se convirtió en el jefe del proyecto de ASEA encargado de desarrollar el primer reactor nuclear comercial Sueco.
En 1961, Lamm fue elegido por ASEA para trabajar con General Electric en el proyecto Pacific DC Intertie (Interconexión del Pacífico con Corriente Continua), que combinó grandes sistemas de transmisión AC y HVDC para transportar energía eléctrica desde los generadores hidroeléctricos en el Noroeste del Pacífico hasta los consumidores en el sur de California. A finales de 1964, Lamm se había trasladado al sur de California.
De 1967 a 1988 trabajó como director del IEEE.

## Opiniones
A lo largo de su carrera, Lamm obtuvo 150 patentes y escribió del orden de 80 artículos técnicos. Además escribió artículos para revistas y periódicos, en los que trataba de los problemas sociales y solía ser crítico con el gobierno Sueco. Lamm era descrito como un firme anticomunista, que admiraba algunas de las características positivas de la economía de los Estados Unidos. En la Segunda Guerra Mundial, cuando fue obligado a viajar a la Alemania Nazi, para encargarse de los negocios de ASEA, Lamm fue criticado por sus superiores debido a su actitud antinazi, así como por rechazar hacer el saludo nazi en las audiencias de patentes.

## Premios y reconocimientos
A lo largo de su vida Lamm recibió numerosos premios, incluyendo la medalla Lamme en 1965. En 1980 el IEEE inauguró el premio Uno Lamm a las contribuciones en el campo de la ingeniería eléctrica de alto voltaje. En 1981, fue premiado con la medalla Howard N. Potts Medal.